# سبحان سعید
سبحان سعید خوانندهٔ سبک پاپ اهل کشور تاجیکستان بود. او متولد شهرستان حصار در غرب شهر دوشنبه بود و خوانندگی را در اوایل دههٔ ۸۰ میلادی آغاز کرد. او نخست در دسته هنری 'گنجینه' زیر رهبری استاد ظفر ناظم، از آوازخوانهای معروف تاجیک، کار می‌کرد. سپس در دسته هنری «گلشن» به سرودن آهنگهایی «استرادی» با سازهای برقی پرداخت. پس از کشته شدن کرامت‌الله قربان‌اف در پاییز سال ۱۹۹۲ او رهبری این دسته را تا اواخر دهه نود میلادی به عهده داشت.
در دههٔ ۲۰۰۰ میلادی مدت زیادی از صحنه کنار رفت و سرودهایش نیز در تلویزیونهای دولتی پخش نمی‌شد و شایعاتی وجود داشت که او معتاد شده است، تا این که در سال ۲۰۱۱ کنسرتی برگزار نمود. وی در مصاحبه با مطبوعات خود را از شاگردان احمد ظاهر، آوازخوان معروف و فقید افغانستان، می‌خواند.
از او شش پسر از سه ازدواج مختلف به جا مانده است.

## بیماری و مرگ
وی در اواخر عمر از بیماری رنج می‌برد و قسمتی از انگشتان پایش را پزشکان بریده بودند. برای معالجه بارها به روسیه هم رفته بود، اما ظاهراً کمکی نکرد و در سالهای بعدی در اثر بیماری پاهایش را تا زانو از دست داد. وی سرانجام پس از بیماری طولانی مدت در تاریخ ۴ ژوئیه ۲۰۱۶ و در سن ۵۶ سالگی درگذشت.

## آثار
میراث هنری سبحان سعید بیش از ده آلبوم ترانه است.